# Herb Sulejowa
Herb Sulejowa – jeden z symboli miasta Sulejów i gminy Sulejów w postaci herbu przyjęty uchwałą nr XXXIV/346/2010 rady miejskiej 11 stycznia 2010.

## Wygląd i symbolika
Herb przedstawia w srebrnym polu herbowym czerwony ceglany mur miejski z otwartą bramą, a na nim trzy czerwone, blankowane, ceglane wieże. W prześwicie bramy widnieje czarna sylwetka strażnika skierowana w prawo, trzymającego czarną halabardę opartą o podłoże. Środkowa baszta na murze jest najwyższa i nieco grubsza od pozostałych, dwie boczne – niższe, równej wysokości.